# اقتصاد بین‌الملل
اقتصاد بین‌المللی با اثرات حاصله از تفاوت‌های بین‌المللی میان منابع تولیدی و ترجیحات مصرف‌کنندگان و نهادهای بین‌المللی سر و کار دارد. اقتصاد بین‌المللی بدنبال توضیح الگوها و نتایج معامله‌ها و تعاملات میان ساکنان کشورهای مختلف مانند بازرگانی، سرمایه‌گذاری و مهاجرت است.
- بازرگانی بین‌المللی به مطالعه جریان تجارت کالا و خدمات از راه مرزهای بین‌المللی و از جنبه‌های عرضه و تقاضا، ادغام اقتصادی، جنبش‌های عامل بین‌المللی و متغیرهای سیاسی مانند نرخ تعرفه و سهمیه بازرگانی می‌پردازد.
- سرمایه‌گذاری بین‌المللی به مطالعه جریان سرمایه در میان بازارهای سرمایه بین‌المللی و تأثیر این جنبش‌ها بر نرخ ارز می‌پردازد.
- اقتصاد پولی و اقتصاد کلان بین‌المللی به مطالعه جریان‌های پولی و کلان کشورها می‌پردازند.
- اقتصاد سیاسی بین‌الملل برگرفته از روابط بین‌الملل به مطالعه مسائل سیاسی بین‌المللی و تأثیراتشان بر اقتصاد می‌پردازد مانند درگیری‌های بین‌المللی، مذاکرات بین‌المللی، تحریم‌های بین‌المللی؛ امنیت ملی و ملی‌گرایی اقتصادی؛ قراردادهای بین‌المللی و نظارت‌ها.

اقتصاد بین‌الملل در مورد وابستگی متقابل اقتصادی میان کشورها بحث می‌کند اقتصاد بین‌الملل به بررسی جریان کالاها و خدمات و پرداخت‌های یک کشور با سایر کشورهای جهان می‌پردازد؛ که شامل دو بخش است.
۱)مبادله کالا بین کشورها (تجارت بین‌الملل)
۲) الگوی تعیین نرخ ارز و تراز پرداخت‌ها (مالیه بین‌الملل)
نظریه اقتصاد بین‌الملل به بررسی منافع حاصل از تجارت، سیاست‌های هدایت شده جهت تنظیم تراز پرداخت‌ها و آثار این سیاست‌ها بر رفاه کشور می‌پردازد.

## تجارت بین‌الملل
نظریه محض تجارت و سیاست‌های بازرگانی جنبه خرد اقتصاد بین‌الملل را تشکیل می‌دهد در تجارت بین‌الملل بحث اصلی روی مبادله کالا هاست از آن جا که یک کشور قادر نیست تمام نیازها و احتیاجات خود را از تولید داخلی بر طرف کند به همین دلیل کشورها ناگزیر از تجارت بین‌الملل هستند.

### موضوعات اساسی در تجارت بین‌الملل
۱)علت تجارت کشو رها و سود کسب شده از تجارت برای کشورها
۲)در صورتی که تجارت سود مند باشد چه اثری بر روی توزیع درآمد دارد
۳)اتحادیه‌های اقتصادی تجاری

### تاریخچه تجارت بین‌الملل
از سال ۱۹۵۰تا سال ۲۰۰۵میلادی حجم تولیدات مختلف کشورهای جهان حدود ۷برابر شده اما در همین سال‌ها حجم تجارت بین‌الملل حدود ۲۸ برابر شده است از جمله دلایلی که کشورها به سمت تجارت روی آورده اندرا می‌توان به موارد زیر اشاره کرد.
۱)بعضی کشورها از منابع طبیعی محروم و بعضی دیگر با وفور این منابع رو به رو هستند این کشورها می‌توتنند کالا تولید کنند و در اختیار کشورهای دیگر قرار دهند.
۲)بعضی کشورها منابع طبيعی دارند ولی تکنولوژی تولید کالا را ندارند بر همین اساس به وارد کردن کالا اقدام کرده‌اند.

### نظریات در مورد تجارت بین‌الملل

#### بازرگانی بر اساس دیدگاه سوداگران
طی قرون هفدهم و هجدهم میلادی گروهی از بازرگانان، بانکداران و مقامات دولتی مقالات بسیاری در مورد حمایات از تجارت بین‌الملل تحت دیدگاه اقتصادی به نام سوداگری(مرکانتلیسم)
انتشار داده‌اند این گروه اعتقاد دارند که یک کشور باید تلاش کند تا با صادرات بیشتر نسبت به واردات، ثروتمند تر و قدرتمند تر شود و مازاد صادرات خود را به صورت فلزات گران‌بها نگه دارد سوداگرا ثروت یک کشور را به طلایی که تحت مالکیت دارد می‌سنجند و معتقدند که دولت باید بر تمام فعالیت‌های اقتصادی نظارت داشته باشد به‌طوری‌که به وارادات کالا که منجر به خروج طلا از کشور می‌شود تعرفه‌های سنگینی وضع نماید.

#### بازرگانی بر اساسنظریه مزیت مطلقآدام اسمیت
طبق نظریه آدام اسمیت (اقتصاد دان کلاسیکی) تا زمانی دو کشور به تجارت می‌پردازند که از این راه منفعت کسب نمایند و اگر تجارت برای آن‌ها سودی نداشته باشد از تجارت دست می‌کشند بر اساس نظر آدام اسمیت تجارت بین دوکشوربا توجه به مزیت مطلق است وقتی یک کشور کالایی را با کارایی بیشتری نسبت به کشور دیگر تولید می‌کند (یا مزیت مطلق دارد) و کالای دوم را نسبت به کشور دیگر با کارایی کمتر تولید می‌کند (یا عدم مزیت مطلق دارد) در این صورت هر دو کشور با تخصص در تولید کالایی که در آن مزیت مطلق تخصص یافته و سپس از مبادله آن با یکدیگر منافعی بدست می‌آورند این امر موجب افزایش تولید کل و رفاه جهانی می‌شود و تحت این شرایط اقتصاد جهانی می‌تواند از تقسیم کار و تخصص به میزان بیشتری برخوردار شود.
در دیدگاه سوداگران فقط یک کشور با ضرر به دیگران می‌تواند سود کسب کند و کنترل دولت بر فعالیت‌ها باید زیاد باشد ولی در دیدگاه آدام اسمیت تمام کشورها می‌توانند از تجارت سود ببرند و قائل بر این بودند که دولت در امور اقتصادی دخالتی نداشته باشد.

#### بازرگانی بر اساسمزیت نسبی
نظریه مزیت نسبی توسط ریکاردو (اقتصاد دان کلاسیکی) در سال ۱۸۱۷ارایه شد طبق این قانون حتی اکر یک کشور در تولید هر دو کالا نسبت به کشور دیگر کارایی کمتری داشته باشد (عدم مزیت مطلق در تولید هر دو کالا) بازهم مبنایی بر تجارت سود اور بین کشورها وجود دارد کشور اول در تولید و صدور کالایی تخصص پیدا کند که دارای عدم مزیت مطلق کوچکتری است (کالایی که دارای مزیت نسبی است) و کالایی را وارد کند که در آن عدم مزیت مطلق بزرگتری دارد (کالایی که در ان عدم مزیت نسبی است).
ریکاردو قانون مزیت نسبی خود را بر تعدادی فرض بنا کرده‌است.
۱)دو کشور دو کالا، ۲)وجود تجارت آزاد ۳)تحرک کامل نیرو کار در سطح کشور و عدم تحرک بین دو کشور۴) تغییرات فنی یا پیشرفت تکنولوژی وجود ندارد ۷)نظریه ارزش کار

##### مزیت نسبی نظریه ارزش کار
طبق این نظریه ارزش کار به قیمت یک کالا به مقدار نیرو کار استفاده شده در تولید آن کالا بستگی دارد در این نظریه می‌گوید نیروی کار تنه عامل تولید است ف نیرو ی کار همگن است (فقط یک نوع نیروی کار داریم) و با توجه به آن که در تولید از سرمایه هم استفاده می‌شود نظریه ارزش کار مردود اعلام شد.

##### نظریه هزینه فرصت
در سال ۱۹۳۶هابر لر قانون مزیت نسبی را بر اساس نظریه هزینه فرصت اصلاح کرد طبق این نظریه هزینه تولید یک کالا عبارت است از مقداری از کالای دیگر که باید از تولید ان صرفه نظر کنیم تا منایع کافی برای تولید یک واحد اضافی از کالای اول فراهم شود در نتیجه کشوری که دارای هزینه فرصت کمتری است در تولید ان کالا مزیت نسبی دارد و در تولید کالای دیگر عدم مزیت نسبی است.

#### نظریه هکشر اوهلین
کشورهایی چون چین، هندوستان نیروی کار غیر ماهر فراوان دارد و کشورهایی چون ژاپن، آلمان کالاهای سرمایه‌ای به وفور دارد که هکشر اوهلین به این موضوع می‌پردازد که وفور عوامل تولید در این کشورها چه اثری بر روند تجارت و جهت تجارت دارد.
نظریه هکچر اوهلین دارای دو تعریف است این نظریه بر اساس دو اصطلاح شدت عوامل تولید و وفور عوامل تولید ارائه شده‌است.
تعریف اول :وفور نسبی عوامل تولید
بر این اساس مثلاً کشور الف وفور نسبی سرمایه نسبت به کشور ب داردو این یعنی که نسبت سرمایه به نیروی کار در کشور الف بیشتر از نسبت سرمایه به نیروی کار کشور ب است.
تعریف دوم: شدت استفاده از عوامل تولید
این تعریف به شدت استفاده از عوامل تولید در کالاها اشاره دارد مثلاً کالایی مثل پارچه از نیروی کار بیشتری نسبت به سرمایه استفاده می‌کند پس تولید پارچه کار بر است و مثلاً برای تولید کالای آهن سرمایه بیشتری نسبت به نیروی کار استفاده می‌شود پس آهن سرمایه بر است.

##### تحلیل هکشر اوهلین
هکشر اوهلین دو اقتصاد دان سوئدی بودند که مقاله‌ای تحت عنوان اثر تجارت خارجی بر توزیع در امدارایه کرده‌اند که این نظریه را می‌توان دردو قالب تجزیه و تحلیل کرد قضیه اول به چگونگی شکل‌گیری الگو تجارت در هر کشور می‌پردازد و قضیه دوم چگونگی تأثیرپذیری قیمت عوامل تولید در تجارت بین‌الملل مورد توجه است.
قضیه اول هکشر اوهلین (الگوی تجارت)
هر کشور کالایی را صادر می‌کند که در تولید آن نیازی به استفاده از عوامل نسبتاً فراوان و ارزان دارد و متقابلاً کالایی را وارد می‌کند که تولید ان نیاز به استفاده از عوامل نسبتاً کمیاب و گران دارد.
قضیه دوم هکشر (برابری قیمت عوامل تولید)
هکشر اوهلین معتقدند اگرفرضیه اول صادق باشد پس از برقراری امکان تجارت قیمت نسبی عوامل تولید در دو کشور با یکدیگر برابر خواهد شد از آنجایی که پل ساموئلسون قضیه برابری قیمت عوامل را به‌طور دقیق اثبات کرد و این قضیه به قضیه هکشر- اوهلین- ساموئلسئن معروف است.

#### نظریات جدید
نظریه تجارت مدرن بدرو از پیش فرض‌های محدودکننده قضیه هکشر اوهلین حرکت می‌کند و به برررسی اثر آن از جمله فناوری و مقیاس تولید بر تجارت می‌پردازد.

## مالیه بین‌الملل
تراز پرداخت‌ها، سیاست‌های تعدیل ترازپرداخت‌ها که بر درآمد ملی اثر می‌گذارد جنبه کلان اقتصاد بین‌الملل را تشکیل می‌دهد که انرا با مالیه بین‌الملل می‌شناسیم.
تجارت خارجی متضمن پرداخت و دریافت وجوه به پول رایج خارجی است در دادو ستدهای خارجی کشورهای واردکننده ناگزیرند بهای کالاهای خریداری شده از خارج را به پول رایج کشور صادرکننده بپردازد در نتیجه بازار ارز نمود پیدا می‌کند.

### اهمیتنرخ ارز
اهمیت نرخ ارز و تغییرات آن از آن جا ناشی می‌شود که مهم‌ترین کانال ارتباطیبا اقتصاد خارجی از طریق نرخ ارز است از آنجا که تغییرات نرخ ارزها تغییرات قیمت‌های کالاها و خدمات عرضه شده در بازار را به دنبال خواهد داشت نوسانات ارزی نه تنها برای تولیدکنندگان بلکه برای مصرف‌کنندگان نیز حائز اهمیت است.

### بازار ارز
فعل و انفعالات متقابل اقتصادی در این شرایط فقط زمانی می‌تواند رخ دهد که یک رابطه مشخص بین پول‌ها وجود داشته باشد به نحوی که ارزش یک داد و ستد معین بتواند توسط هر دو طرف معامله بر حسب پول خودشان تعیین شود این رابطه مهم نرخ ارز است به عبارت دیگر نرخ ارز عبارت است از یک واحد پول خارجی بر حسب واحد پول داخلی. شبکه جهانی بازارها و موسساتی که تبدیل ارزهای مختلف را بر عهده دارند به‌طور معمول بازار ارز نامیده می‌شوند.

### تراز پرداخت‌ها
ثبت مبادلات اقتصادی داخلی با خارجیان توسط تراز پرداخت‌ها صورت می‌گیرد مبادلات بین‌المللی از یک سو در برگیرنده پرداخت‌های کشور برای واردات، هدایا، سرمایه‌گذاری‌‌های خارج از کشور و از سوی دیگر دریافت‌ها بابت صادرات، هدایا و سر مایه گذاری‌‌های خارجی در داخل کشور را شامل می‌شود با ثبت این مبادلات کشور حساب تراز پرداخت‌های خود را نگه می‌دارد.

### نهادها و سیاست‌های آن‌ها

#### سازوکارنظام برتن وودز
در آغاز برپایی صندوق بین‌المللی پول، یک نظام نرخ ارز ثابت ولی قابل تعدیل پیشنهاد شد. کلمهٔ قابل تعدیل به این حقیقت اشاره دارد که اگر کشوری کسری یا مازاد طولانی در تراز پرداختها را تجربه کند، کاهش یا افزایش ارزش برابری پول می‌تواند انجام گیرد. نظام برتن وودز در واقع یک نظام پایه طلا-دلار بود. در این نظام، دلار بر حسب طلا تعریف شده بود و تمام پول‌های دیگر بر حسب دلار تعریف می‌شد. آمریکا ارزش دلار رابرابر یک سی و پنجم اونس طلا تعیین کرد و اعلام نمود که آمادگی تبدیل هر میزان دلار به طلا را بدون هیچ گونه محدودیتی در نرخ تعیین شده دارد. سپس سایر کشورها ارزش پول‌های خود رابر حسب دلار تعریف کردند. پول‌ها مجاز بودند تا ۱٪ از هر طرف نرخ برابری تعیین شده تغییر کنند و بانک مرکزی نیز ملزم بود که اگر تغییر بیش از ۱٪ باشد در بازار ارز مداخله نماید. بدین ترتیب، تمام کشورهای عضو صندوق بین‌المللی به جز آمریکا به جای نقاط صدور و ورود طلا، محدوده یا نقاط مداخله داشتند که در آن نقاط، مقامات پولی برای تثبیت نرخ ارز در محدودهٔ مشخص شده اقدام به خرید و فروش ارز می‌کردند. به‌طوری‌که اگر قیمت دلار به ۱٪- کف کاهش می‌یافت بانک‌های مرکزی آن را خریداری می‌کردند و اگر قیمت دلار به ۱٪+ سقف افزایش می‌یافت اقدام به فروش دلار می‌کردند.

#### صندوق بین‌المللی پول
صندوق بین‌المللی پول یک نهاد پولی مستقل جهانی است که در سال ۱۹۴۷ به وجود آمد هیچ ارتباط تشکیلاتی با سازمان ملل ندارد.
این سازمان اقتصادی جهانی در سال ۱۹۴۵ بر اساس موافقتنامه برتن وودز تأسیس شد و از سال ۱۹۴۷ فعالیت رسمی خود را آغاز کرد. این سازمان اهداف مهمی چون بسط همکاری بین‌المللی در زمینه مسائل پولی و رفع محدودیت‌های ارزی، تثبیت نرخ‌های ارز، و تسهیل کارکرد نظام پرداخت‌های چند جانبه بین کشورهای عضو را دنبال می‌کند.
در سال ۱۹۸۸ صندوق دارای ۱۵۱ عضو بود. مفاد قرارداد صندوق از کشورهای عضو می‌خواست تا نرخ ارزی را رعایت کنند که نوسان‌های آن محدود به ۱+ درصد ارزش اسمی ارز باشد. این ارزش اسمی بر حسب دلار آمریکا تعیین شده بود که آن نیز رابطه ثابتی با طلا داشت. تا ژانویه ۲۰۱۳ تعداد اعضای آن به ۱۸۸ کشور افزایش یافته‌است.
در دسامبر سال ۱۹۷۱ میلادی کشورهای گروه ۱۰ ضمن اجلاس انستیتیوی اسمیتسونین واشینگتن بر سر «ارزش‌های محوری» جدیدی برای پول‌ها به توافق رسیدند تا از این راه به ۱۰درصد ارزش کاهی دلار با ۲۵/۲ درصد نوسان مجاز دست یابند. هر کشور عضو ملزم به پرداخت سهمیه تعیین شده به صندوق به صورت ۲۵ درصد طلا و ۷۵ درصد پول رایج خود بود، و از آن پس، سهمیه‌ها تاکنون چندین بار افزایش یافته‌اند.
در سال ۱۹۸۷ مجموع سهمیه‌های صندوق به حدود ۹۰ میلیارد دلار حق برداشت مخصوص می‌رسید. منابع مالی صندوق صرف رفع مشکلات موقت تراز پرداخت‌ها و برآن اساس، تثبیت نرخ ارز کشورهای عضو می‌شود. سهمیه هر کشور تعیین‌کننده سطح وام‌گیری و نیز حق رأی او در صندوق است. در اوایل دهه ۱۹۸۰، مطابق سهمیه‌های تعیین شده، حق رأی آمریکا حدود ۲۲ درصد و جامعه اقتصادی اروپا ۲۷ درصد بود؛ و از آنجا که هر تغییر عمده‌ای در صندوق نیازمند ۸۵ درصد آرا است لذا هم ایالات متحده آمریکا و هم جامعه اقتصادی اروپا از حق وتو در صندوق برخوردار بوده‌اند.
هر کشور عضو که با مشکل کسری موقت تراز پرداخت‌ها روبرو شود می‌تواند در مقابل پول خود، ارز مورد نیاز خود از صندوق را دریافت دارد؛ که البته این ارز دریافتی باید ظرف مدت سه تا پنج سال، بازخرید شود. اعضایی که در مقابل صندوق دچار کسری شده باشند، طبق مفاد قرارداد، ملزم به مشورت با صندوق جهت بهبود تراز پرداخت‌های خود هستند.

## جهانی شدن
عنصر اقتصاد در فرایند جهانی شدن مورد توجه بسیاری از نظریه پردازان بوده‌است به گونه‌ای که که حتی آن را مقدم بر دیگر ابعاد می‌دانند بسیاری از صاحب نظران پیشینه جهانی شدن اقتصاد را به چند دهه پیش و حتی قرن ۱۶ می‌دانند برخی از اندیشمندان از جمله برات سون ظهور جهانی شدن را به پیدایش و رشد سرمایه‌داری مربوط می‌دانند.
پیشرفت‌های عظیم در حوزهٔ فناوری و ارتباطات به تدریج همگرایی اقتصادهای ملی و محلی را با اقتصاد جهانی تسهیل ساخت و بسیاری از فعالیت‌های اقتصادی به شبکه جهانی اتصال دارند.
می‌توان گفت جهانی شدن اقتصاد دارای دو بعد است یک بعد آن مربوط به آزادسازی تجارت بین‌المللی کالاها و خدمات باعث می‌شود تولیدکنندگان در نقاط دوردست با همم در ارتباط باشند بعد دیگر آن عبارت است از آزادسازی جریان سرمایه بین‌المللی این ویژگی جهانی شدن در اثر رشد توسعه تکنولوژی سبب آن گردیده که همه جنبه‌های اقتصاد در یک گستره جهانی ادغام یا مرتبط شده و تبادلات و تعاملات اقتصادی و تجاری در سطح جهانی به گونه بی‌سابقه‌ای افزایش یافته‌است.